# Jean-Sébastien Goury des Tuileries
Jean-Sébastien Goury des Tuileries (4 juillet 1776 à Landerneau - 1er décembre 1853 à Paris), est un ingénieur et homme politique français.

## Biographie
D'une famille de Provins, fils de Louis-Joachim Goury, seigneur des Tuileries, conseiller du roi, consignataire au siège royal de Léon, directeur des fermes de la province de Bretagne à Landerneau, et d'Anne-Marie de Mascle, et frère du maire de Landerneau Louis Marie Goury des Tuileries, Jean-Sébastien Goury des Tuileries fut enrôlé de force en 1793, dans un bataillon de « volontaires ».
Conducteur principal des travaux de la voirie, du 15 juillet 1794 au 13 juin 1796, admis en juillet suivant à l'École des ponts et chaussées de Paris, reçu à l'École polytechnique le 21 décembre 1796, il devint chef de brigade le 30 avril 1798, ingénieur à Moulins en août 1800, puis dans le Finistère le 13 mai 1801. 
Il fut élu en 1810, par 4 cantons, membre du haut collège de ce dernier département, et alla porter à l'empereur l'expression du dévouement de ses habitants. Il reçut au Champ de Mars, en 1815, la croix de la Légion d'honneur, des mains mêmes de l'empereur, et, en 1816, fut chargé par le comte Molé d'une mission auprès du dey d'Alger, mais ne put s'en acquitter en raison de l'expédition de lord Exmouth. Nommé la même année, ingénieur en chef des ponts et chaussées, il se consacra, pendant plus de vingt ans, à sa profession. 
En 1822, remettant au goût du jour des idées avancées vers 1780 par Charlevoix de Villers, il conçoit un dispositif permettant de retenir le sable à la source et d'éviter l'ensablement des forêts issues des semis de pins maritimes : créer une gigantesque barrière de dunes rectilignes, près de l'océan, chargée d'intercepter les sables ; il met en œuvre pour la première fois des palissades de planches ainsi que les plantations et semis de gourbet. 
Il conçoit le pont sur l'Estampon, inauguré en 1831 à Roquefort. Le 2 mars 1839, il fut élu député du 3e collège électoral du Finistère, par 61 voix sur 117 votants, contre 53 voix à Blacque-Belair. Soumis à la réélection, par suite de sa nomination aux fonctions d'ingénieur en chef, Goury du Rostan fut réélu député, le 19 septembre 1840, par les électeurs de Châteaulin, puis, le 5 juillet 1842, par 107 voix sur 154 votants et 183 inscrits, contre 36 à Avril, et, le 1er août 1846, par 103 voix sur 149 votants et 176 inscrits, contre 25 à  Gourdin.
Il siégea parmi les ministériels, vota pour l'indemnité Pritchard, pour la politique de Guizot, et contre les propositions mises en avant par l'opposition libérale. Conseiller général du Finistère depuis 1843, pour le canton de Crozon, il reçut en 1846 une tabatière en or des habitants du val d'Ornans, où douze ans auparavant il avait fait ouvrir une route ; il fut chargé, la même année, après les grandes inondations, de réparer les levées fort endommagées de la Loire. La Révolution française de 1848 l'éloigna de la vie politique.

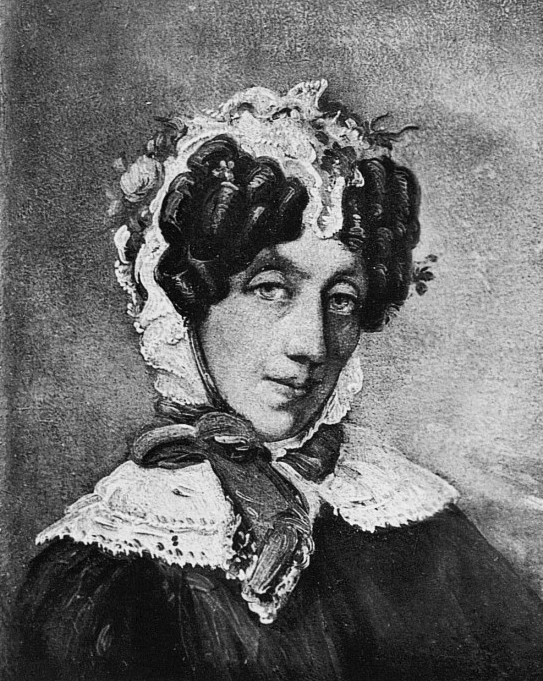
Portrait de Mme Goury des Tuileries, née Sophie Collas du Rostan.

Il épousa Sophie Collas du Roslan, fille de Joseph Marie Collas du Roslan, lieutenant des vaisseaux du Roi et chevalier de l'ordre de Saint-Louis, et de Marie Adélaïde Domitille de Clavel. Ils sont les parents de :
- Jules Goury (1803-1834), architecte
- Anaïs Goury du Roslan (1806-1871), épouse d'Henry-Jacques Glaizot
- Célian Goury du Roslan (br) (1811-1894), ministre plénipotentiaire, grand officier de la Légion d'honneur, grand-croix de l'ordre de Saint-Grégoire-le-Grand, chevalier grand-croix de l'ordre pontifical du Christ, créé baron par Louis-Philippe en 1846.
- Eliane Goury du Roslan (1813-1894), épouse de Prosper Radiguet.

Il est l'oncle des généraux Hippolyte et Raoul Goury.

## Sources
- J. de Montmartin, Notes sur les familles Collas de La Barre ou de La Baronnais, Collas de La Motte, Collas Du Roslan et Goury Du Roslan, P. Renouard, Paris, 1907
- « Jean-Sébastien Goury des Tuileries », dans Adolphe Robert et Gaston Cougny, Dictionnaire des parlementaires français, Edgar Bourloton, 1889-1891 [détail de l’édition]